# Медаль Арцтовського
Медаль Арцтовського — нагорода від Національної академії наук США, якою нагороджуються астрофізики «за дослідження сонячної фізики та сонячно-земних відносин». Названа на честь Генріка Арцтовського Заснована в 1969 році

## Лауреати
- Мішель Ф. Томсен (2019) — за фундаментальний внесок у розуміння взаємозв'язку між Сонцем та його планетарними тілами, з особливим акцентом на фізику ударів без зіткнень та динаміку планетарних магнітосфер Землі, Юпітера та Сатурна.
- Матс Карлссон та Вігго Ганстен (2017) — за дослідження в галузі радіаційного переносу, магніто-гідродинаміки та фізики плазми, що призвело до значного прогресу в хромосферній діагностиці та розуміння фізичних механізмів, які впливають на хромосферну та корональну динаміку та енергетику через розробка та використання числової моделі атмосфери Сонця під назвою Bifrost .
- Александер Дж. Десслер (2015) — за його внесок у формування багатьох основних концепцій космічної науки про сонячний вітер та міжпланетне магнітне поле та їх взаємодію з магнітосферами Землі та інших планет на початку космічної ери.
- Джон Т. Гослінг[2] (2013) — за висвітлення фундаментальних питань фізики сонячної атмосфери та сонячного вітру, включаючи розкриття «Міфу про сонячний спалах», відкриття двонаправленого потоку сонячних електронів і пошук подій повторного перез'єднання на сонячному вітрі.
- Джон В. Гарві[3] (2011) — за великий внесок у розуміння магнітних полів Сонця та його внутрішню структуру, а також за розробку приладів, що зробили ці відкриття можливими.
- Марсія Нейгебауер[4] (2010) — за перші широкомасштабні вимірювання сонячного вітру, що мали вирішальне значення для розуміння фізики геліосфери, та для з'ясування багатьох його ключових властивостей.
- Леонард Ф. Бурлага[5] (2008) — за новаторські дослідження намагніченої плазми сонячного вітру на відстані від 0,3 до 102 а. о.
- Едвард Дж. Сміт (2005) — за новаторські дослідження сонячного та геліосферного магнітних полів у глибокому космосі та планетарних магнітних полях та їх взаємодії з сонячним вітром.
- Роджер К. Ульріх (2002) — за відкриття п'ятихвилинних коливань в сонячній внутрішній атмосфері та систематичну розробку теорії та спостережень для встановлення сьогоднішньої точної стандартної моделі сонячного інтер'єру.
- Артур Дж. Гундгаузен (1999) — за дослідження у галузі сонячної та сонячно-вітряної фізики, особливо в галузі порушень коронального та сонячного вітру.
- Реймонд Г. Робле (1996) — за його внесок у розуміння впливу змінних сонячних входів на атмосферу Землі та іоносферу за допомогою глобальних моделей.
- Джон Олександр Сімпсон (1993) — за новаторські дослідження властивостей середовища заряджених частинок Сонця, Землі та інших планет.
- Пітер Ендрю Стеррок (1990) — За внесок у розуміння сонячної магнітної активності, особливо стосовно генезису та впливу сонячних спалахів.
- Джон Аллен Едді (1987) — за демонстрацію існування та природи довгострокових змін сонячних батарей та наслідків цих змін для клімату та людства.
- Вільям Едвін Гордон (1984) — за новаторський розвиток теорії та приладобудування для радіолокаційних досліджень зворотного розсіювання, що відкрило широке поле досліджень в іоносфері.
- Томас Майкл Донаг'ю (1981) — за фундаментальний внесок у розуміння ролі сонячного випромінювання у фізиці та хімії атмосфер та іоносфери Землі, Марса та Венери.
- Джон Рендольф Вінклер (1978) — за дослідження сонячної модуляції і прискорення частинок високих енергій і відкриття сонячного спалаху гамма-променів і авроральних рентгенівських променів.
- Жак Моріс Беккер (1975) — за досягнення у відкритті та вивченні екзотичних дрібномасштабних явищ на Сонці.
- Френсіс С. Джонсон (1972) — за новаторські роботи з фізики високої атмосфери та космосу.
- Юджин Ньюмен Паркер (1969) — за всебічний і творчий внесок у теоретичне розуміння взаємодії плазми з сонячним і земним магнітним полем.
- Джон Пол Вайлд (1969) — на знак визнання його численних і всебічних внесків у сонячну радіоастрономію.